# Томас, Степан
Степан Томас (хорв. Stjepan Tomas; род. 6 марта 1976, Бугойно) — хорватский футбольный тренер, футболист, выступавший на позиции защитника. В 1998—2006 годах выступал в составе национальной сборной Хорватии, всего провёл 49 матчей за сборную. Участник чемпионатов мира 2002 и 2006 годов. Работал скаутом клуба «Рубин».

## Клубная карьера
Начинал свою профессиональную карьеру футболиста в хорватском клубе «Истра». 4 августа 1994 года дебютировал в главной хорватской лиге, выйдя в основном составе в домашнем поединке против «Вартекса». В 1995 году Томас перешёл в «Кроацию», вместе с которой 5 раз подряд становился чемпионом Хорватии и трижды выигрывал национальный кубок. 1 декабря 1996 года он забил свой первый гол в лиге, поучаствовав в разгроме своей бывшей команды со счётом 7:0.
В 2000 году Томас перешёл в клуб итальянской Серии A «Виченца». Спустя год она вылетела в Серию B, где он провёл следующий сезон. Летом 2002 года Томас перебрался в «Комо», вернувшийся в Серию A. Однако вновь вылетел вместе с командой в Серию B и по окончании чемпионата перешёл в турецкий «Фенербахче», с которым выиграл чемпионат в первом же сезоне. Летом 2004 года Томас стал игроком главного противника «Фенербахче», «Галатасарая». В его составе он также стал чемпионом Турции в 2006 году.
Летом 2007 года Томас подписал двухлетний контракт с российским «Рубином» на сумму €4,8 миллионов. 15 июля 2009 года он забил свой первый и единственный гол за казанцев, отметившись в гостевом поединке Кубка России против тверской «Волги». 31 января 2010 года Томас заключил соглашение с турецким «Газиантепспором». Однако появился лишь в четырёх матчах турецкой Суперлиги, а летом того же года перешёл в другой турецкий клуб «Буджаспор», где и завершил свою карьеру игрока.

## Карьера в сборной
22 апреля 1998 года Степан Томас дебютировал за сборную Хорватии, выйдя на замену во втором тайме домашнего товарищеского матча против сборной Польши. 19 июня 1999 года он забил свой первый и единственный гол за национальную команду, сравняв счёт в самой концовке гостевой товарищеской игры с корейцами. На чемпионате мира 2002 года в Японии Томас отыграл без замен все три матча сборной Хорватии на этом турнире. Он был включён в состав сборной на чемпионате Европы 2004 года в Португалии, но не сыграл ни в одном из его матчей. Томас также принимал участие в финальной стадии чемпионате мира 2006 года в Германии, где сыграл в поединке против сборной Австралии. Эта игра стала его последней за национальную команду.

## Достижения
«Кроация»
- Чемпион Хорватии (5): 1995/96, 1996/97, 1997/98, 1998/99, 1999/2000
- Обладатель Кубка Хорватии (3): 1995/96, 1996/97, 1997/98

«Фенербахче»
- Чемпион Турции: 2003/04

«Галатасарай»
- Чемпион Турции: 2005/06
- Обладатель Кубка Турции: 2004/05

«Рубин»
- Чемпион России (2): 2008, 2009